# Tour de Romandía 1993
La 47.ª edición del Tour de Romandía se disputó del 4 de mayo al 9 de mayo de 1993 con un recorrido de 769,7 km dividido en un prólogo inicial y 6 etapas, con inicio en Courtetelle, y final en Ginebra.
El vencedor fue el helvético Pascal Richard, cubriendo la prueba a una velocidad media de 37,1 km/h.

## Etapas[1]
| Etapa   | Recorrido              | Km    | Ganador             |
| Prólogo | Courtételle-Delémont   | 7,3   | Rolf Sørensen       |
| 1.ª     | Courfaivre-Le Locle    | 162,9 | Rolf Sørensen       |
| 2.ª     | La Chaux de Fonds-Sion | 203,7 | Edwig van Hooydonck |
| 3.ª     | Sion-Champéry          | 123,5 | Pascal Richard      |
| 4.ªa    | Champéry-Vevey         | 71,4  | Rolf Aldag          |
| 4.ªb    | Vevey                  | 14,5  | Rolf Sørensen       |
| 5.ª     | Vevey-Ginebra          | 186,4 | Giovanni Fidanza    |

## Clasificaciones
Así quedaron los diez primeros de la clasificación general de la segunda edición del Tour de Romandía
| \| 1. \| Pascal Richard \| Suiza \| 20h 42'53" \| \| \| 2. \| Claudio Chiappucci \| Italia \| + 16" \| \| \| 3. \| Andrew Hampsten \| Estados Unidos \| + 1'37" \| \| \| 4. \| Giorgio Furlan \| Italia \| + 2'47" \| \| \| 5. \| Piotr Ugrumov \| Letonia \| + 2'52" \| \| \| 6. \| Luc Leblanc \| Francia \| + 2'56" \| \| \| 7. \| Peio Ruiz Cabestany \| España \| + 6'42" \| \| \| 8. \| Wladimir Belli \| Italia \| + 7'14" \| \| \| 9. \| Pavel Tonkov \| Rusia \| + 8'09" \| \| \| 10. \| Jean-Claude Leclercq \| Francia \| + 8'34" \| \| |                      |                |            |  |
| 1. | Pascal Richard       | Suiza          | 20h 42'53" |  |
| 2. | Claudio Chiappucci   | Italia         | + 16"      |  |
| 3. | Andrew Hampsten      | Estados Unidos | + 1'37"    |  |
| 4. | Giorgio Furlan       | Italia         | + 2'47"    |  |
| 5. | Piotr Ugrumov        | Letonia        | + 2'52"    |  |
| 6. | Luc Leblanc          | Francia        | + 2'56"    |  |
| 7. | Peio Ruiz Cabestany  | España         | + 6'42"    |  |
| 8. | Wladimir Belli       | Italia         | + 7'14"    |  |
| 9. | Pavel Tonkov         | Rusia          | + 8'09"    |  |
| 10. | Jean-Claude Leclercq | Francia        | + 8'34"    |  |